# Grinau
Grinau er en kommune i det nordlige Tyskland, beliggende i Amt Sandesneben-Nusse i den nordvestlige del af Kreis Herzogtum Lauenburg. Kreis Herzogtum Lauenburg ligger i delstaten Slesvig-Holsten.

## Geografi
Grinau ligger omkring 11 km sydøst for Bad Oldesloe, 13 kilometer sydvest for Lübeck og cirka 15 km nordvest for Ratzeburg.